# Antón Pulido
Antón Pulido Novoa, (Bóveda de Amoeiro-parroquia orensana de Amoeiro, 1944) es un pintor, grabador y gestor cultural español.

## Biografía
Hijo del maestro de Bóveda de Amoeiro, comenzó a estudar en el seminario de Orense para marchar después a Barcelona, donde cursó Bellas Artes en las especialidades de pintura y grabado. Su primera exposición tuvo lugar en el Ateneo de Orense (1971); más tarde editó tres carpetas de grabados en tres series tituladas «O home», «O abrazo» y «A espera» (1978, 1979 y 1981, respectivamente). En la década de 1980 su carrera siguió con diversas exposiciones individuales y colectivas, al tiempo que ganaba la plaza como profesor de dibujo en enseñanza secundaria, instalándose en Vigo. Siguió con sus trabajos como grabador e ilustrador de libros, en especial diseñando las portadas de las obras editadas por la editorial Ir Indo. En esa época, fue nombrado director general de Cultura de la Junta de Galicia. Años después, ya en los años 90 del siglo XX fue el primer director del Centro Gallego de Arte Contemporáneo (1993-1994), puesto en el que le sustituyó la crítica de arte, Gloria Moure.

## Reconocimientos
- Fue nombrado Hijo Predilecto de Amoeiro en 2008.[2]
- Premio de la Crítica de Galicia en Artes Plásticas y Visuales. (2014, XXXVII edición)
- Premio Trasalba, 2015.
- Vigués distinguido en 2006.